# Lampangmens
De Lampangmens is de naam die is gegeven aan een groep Homines erecti die leefden tussen een miljoen en 500.000 jaar geleden. In 1999 werden vier delen van een schedel van een persoon behorend tot de Lampangmens in een fosfaatmijn in de amphoe Koh Kha in de Thaise provincie Lampang gevonden. De vondst van de botten bewijzen dat de Homo erectus in Azië ook buiten het hedendaagse China en Indonesië leefde.
De overblijfselen werden onderzocht door Philip Tobias, een antropoloog aan de Universiteit van de Witwatersrand.